# Gergő Kovács
Gergő Kovács (ur. 30 października 1989 w Ajce) – węgierski piłkarz, występujący na pozycji obrońcy.